# Cytomegalovirus
Cytomegalovirus, zkráceně CMV, je rod virů, do něhož mimo jiné patří vir známý jako lidský cytomegalovirus (HHV-5). Tento rod si jméno vysloužil svojí schopností zvětšovat hostitelské buňky. Daří se mu to zablokováním apoptózy skrze mitochondrie. Společně s dalšími známými lidskými rody herpesvirů, jako jsou Simplexvirus a Lymphocryptovirus, patří do čeledi Herpesviridae. Je však společně s rody Muromegalovirus, Roseolovirus a Proboscivirus řazen do podčeledi Betaherpesvirinae.

## Virologie

### Morfologie
Cytomegalovirus je obalený virus s amorfním tegumentem, sférickým až vícetvarým kapsidem tvořeným 162 kapsomerami. V průměru má 150–200 nm, glykoproteinové komplexy jsou součástí membránového obalu.

### Genom
Genom je nesegmentovaná, lineární dvoušroubovicová DNA o délce 200 kb obsahující ukončující a vnitřní repetitivní sekvence.

### Genová exprese
Každý virový transkript je většinou pro jeden protein přičemž obsahuje promotorovou/regulační sekvenci, TATA box, vedoucí sekvenci 30–300 bp (nepřekládána) na 5' konci, ukončovací nepřekládanou sekvenci 10–30 bp na 3' konci a poly A signál. Mnoho genů se překrývá, vir obsahuje jen pár oddělených. Některé ORF jsou navzájem protichůdné, některé mohou být transkribovány z více promotorů a některé geny jsou nekódující.

### Životní cyklus
Replikace probíhá v jádře. Může probíhat lytickou nebo latentní cestou.

#### Lytická cesta
Průběh lytické cesty:
1. Virus se naváže na hostitelské receptory.
2. Membrána viru sfúzuje s membránou buňky a vypustí tak virové jádro a tegumentární proteiny do cytoplasmy.
3. Kapsid je transportován k jadernému póru, kde je vDNA vypuštěna dovnitř.
4. Jsou exprimovány bezprostřední geny, které zahájí exprimaci raných genů.
5. Pomocí hostitelské polymerázy II je transkribována raná virová mRNA, která je přenesena do cytoplasmy a podle ní se translatují rané proteiny.
6. Rané proteiny se účastní replikace DNA a tak jsou přeneseny zpět do jádra.
7. Syntéza velkého množství vDNA pomocí virové DNA dependentní DNA polymerázy.
8. Pomocí hostitelské polymerázy II je transkribována pozdní virová mRNA, která je přenesena do cytoplasmy a podle ní se translatují pozdní proteiny.
9. Pozdní proteiny jsou strukturní složky virového jádra a tak jsou přeneseny zpět do jádra.
10. Viriony vypučí jadernou membránou, která byla obohacena o herpetické glykoproteiny skrze Golgiho aparát a nakonec jsou uvolněny skrz plasmatickou membránu.

Při lytické cestě virus preferuje epiteliální slizniční buňky.

#### Latentní cesta
Replikace viru je v tandemu se samotnou replikací hostitelské buňky.

## Epidemiologie
Cytomegaloviry jsou rozšířeny po celém světě. Šíří se přímým kontaktem se slinami nebo močí. Léky zaměřené proti tomuto viru fungují klasicky na aktivaci virovými thymidinovými kinázami, které se však vyskytují pouze u lytických fází viru.